# Beumer (motorfiets)
Beumer is een historisch merk van gemotoriseerde fietsen.
De firma Beumer uit Amsterdam produceerde deze bromfietsen, waarschijnlijk in de jaren vijftig. Ze hadden een Rex-tweetakt-bracketmotortje en riemaandrijving naar het achterwiel, dit in tegenstelling tot de bromfietsen van Rex zelf, die het motortje voor het balhoofd hadden met riemaandrijving naar het voorwiel. De riem van de Beumer was afgedekt door een vrij grote "kettingkast". Het tankje zat tussen de dubbele framebuizen en de fiets had een lage instap, een zogenaamd "damesmodel" dus. 